# Velvet Gloves and Spit
Velvet Gloves and Spit es el tercer álbum de estudio del cantautor estadounidense Neil Diamond, publicado el 15 de octubre de 1968. En 1970 el álbum fue publicado nuevamente con la inclusión de la canción "Shilo".

## Lista de canciones

### Lado A
1. "Sunday Sun" - 2:47
2. "A Modern Day Version of Love" - 2:53
3. "Honey-Drippin' Times" - 2:03
4. "The Pot Smoker's Song" - 4:04
5. "Brooklyn Roads" - 3:40

### Lado B
1. "Two-Bit Manchild" - 3:07
2. "Holiday Inn Blues" - 3:16
3. "Practically Newborn" - 3:31
4. "Knackelflerg" - 2:24
5. "Merry-Go-Round" - 3:33